# Die Trapp-Familie
Die Trapp-Familie (Untertitel Vom Kloster zum Welterfolg) ist einer der erfolgreichsten deutschen Heimatfilme der 1950er Jahre. Unter der Regie von Wolfgang Liebeneiner wurde 1956 die wahre Geschichte der Trapp-Familie frei verfilmt. Vorlage waren vor allem die enorm erfolgreichen Erinnerungen von Maria Augusta von Trapp, Die Trapp-Familie. Vom Kloster zum Welterfolg (Originaltitel: The Story of the Trapp Family Singers). Das Ehepaar von Trapp wird im Film von Ruth Leuwerik und Hans Holt verkörpert, der Priester und Musiklehrer Dr. Wasner von Josef Meinrad.

## Handlung
Die Novizin Maria unterrichtet Deutsch in der Kloster-Schule der Abtei Nonnberg zu Salzburg, hat jedoch einige Schwierigkeiten mit der strengen Disziplin der Einrichtung. So verspätet sie sich manchmal und benutzt statt der Treppe gerne die breiten Geländer zum Rutschen. Als sie eines Morgens aus ihrer Klasse zur Äbtissin bestellt wird, sind ihre Bedenken daher nicht unbegründet, sie könnte des Klosters verwiesen werden. Und tatsächlich soll sie die Einrichtung verlassen, allerdings in christlicher Mission und mit der Option einer Rückkehr: Der verwitwete Baron Georg Ludwig von Trapp, ein hochdekorierter österreichischer U-Boot-Kommandant des Ersten Weltkriegs, hatte sich wegen Problemen mit der Erziehung seiner sieben Kinder an die Äbtissin gewandt und bekommt nun Maria zugeteilt. Diese ist zunächst einmal erschüttert über die militärischem Drill entlehnten Verhaltensformen der zwei Knaben und fünf Mädchen; sie werden mit schrillen Pfeifentönen kommandiert, tragen statt legerer Kleidung weiße Matrosen-Uniformen und müssen sich auch beim Spaziergang im Park an den Händen anfassen. Der Empfang durch den Baron selbst gestaltete sich relativ spröde, obwohl es ihm durch die Anwesenheit der neuen Gouvernante endlich einmal möglich ist, die zur Neuvermählung ins Auge gefasste Gräfin Yvonne zu besuchen.
Die Zeit der Abwesenheit des Barons nutzt Maria, argwöhnisch beobachtet vom Personal mit Diener Franz an der Spitze, zu ersten Veränderungen: Neben neuen Sachen zum Spielen betrifft das auch die Erlaubnis für die Jungen, erstmals das Zimmer der Mädchen zu betreten, um dort gemeinsam zu musizieren. Der von Baroness Mathilde, die ebenfalls zum Haushalt des Barons gehört, telefonisch alarmierte Vater plant bei seiner übereilten Rückkehr die sofortige Entlassung Marias, ist dann aber vom Gesang seines Nachwuchses überwältigt und nimmt sich die vorgebrachte Kritik zu Herzen. 
Als man dann gemeinsam das Weihnachtsfest feiert, entwickelt sich sogar gegenseitige Zuneigung zwischen den beiden so ungleichen Menschen. Als Gräfin Yvonne den Besuch des Barons erwidert, rät der mit von Trapp eng befreundete Bankier Rudi Gruber, die „kleine Nonne ein bisschen zu verstecken“. Dies gelingt freilich ebenso wenig, wie dem weiblichen Gast entgehen könnte, dass Maria dem Hausherrn verliebte Blicke zuwirft. Als Yvonne dies sogar offen anspricht, will Maria fluchtartig ins Kloster zurück, wird aber durch von Trapp zurückgehalten, der nun seinerseits erstmals Gefühle zeigt und der jungen Frau die Wahl zwischen einer Ehe mit ihm oder ihrer Liebe zu Gott freistellt. Nach einem offenen Gespräch mit der Äbtissin willigt Maria in den Heiratsantrag ein, und wenig später ist sie die neue Baronin von Trapp.
Die gesellschaftlichen Umwälzungen der Dreißiger machen auch vor Salzburg keinen Halt: Gruber, bei dem Baron von Trapp nur geringe Spareinlagen hat (das größere Vermögen lagert auf englischen Banken), informiert seinen Freund bei einem Besuch über den bevorstehenden Zusammenbruch seines Geldinstitutes, weil erst die Weltwirtschaftskrise und dann die wirtschaftlichen Maßnahmen Deutschlands der Alpenrepublik arg zugesetzt haben. Anstatt seine verbliebenen Schillinge abzuheben, entschließt sich der Baron von Trapp zur Hilfe für den Freund und transferiert seine Auslandsgelder auf die einheimische Bank.
Gleichzeitig mit Gruber traf auch der angesehene Musiklehrer Dr. Wasner bei den Trapps ein; eigentlich nur eine Spende für eine neue Orgel erwartend, zeigt dieser sich von der Hausmusik überrascht und angetan, mahnt aber zugleich etliche Verbesserungen des Gesangs an. Maria kann ihn zu einer Mitarbeit überreden, die sofort und mit gebotener Strenge startet. Nur wenig später vermeldet eine Zeitung den Selbstmord Grubers. Dadurch hat von Trapp nicht nur einen guten Freund verloren, sondern auch sein Vermögen eingebüßt.
Maria hilft ihrem niedergeschlagenen Gatten mit ihrem unbändigen Optimismus und der Idee, das Schloss in ein Hotel umzuwandeln; nach anfänglichem Widerstand willigt Georg von Trapp ein. Als die beiden Jungen, Rupert und Werner, bei Besorgungen in der Stadt auf ein Plakat stoßen, das ein Wettsingen um den Preis des Landes Salzburg im Saal des Kurhauses auslobt, melden sie ihren Familien-Chor spontan an, da sie es trotz zahlreicher Bedenken für eine gute Hotelreklame halten. Am Tag der Veranstaltung müssen zwar etliche Hemmungen überwunden sowie die Schimpftiraden des Vaters ausgehalten werden, doch dann überzeugt die Trapp-Familie nicht nur die Jury, sondern sogar den am Radio mithörenden Bundeskanzler, der den siegenden Chor spontan zu einem staatlichen Empfang einlädt. Dazu kommt es allerdings nicht, denn als das von Maria bestellte Abendkleid geliefert wird, befinden sich die ausländischen Hotel-Gäste in Aufbruchstimmung, weil der Rundfunk den Anschluss Österreichs an Hitler-Deutschland verkündet. Der zwar patriotisch, aber – im Gegensatz zu seinem Diener Franz – keineswegs nationalsozialistisch gesinnte Georg von Trapp weigert sich gegenüber dem alsbald aufkreuzenden Ortsgruppenleiter der NSDAP, eine Hakenkreuzfahne aufzuziehen. Damit ist der Ärger mit den neuen Machthabern vorprogrammiert.
Wieder hat Maria den rettenden Vorschlag: Nach dem Wettsingen hatte sich ein amerikanischer Musik-Agent namens Joe E. Samish bei ihr gemeldet und eine Tournee durch die Staaten angeboten, unter Übernahme „aller Kosten“. Wieder sträubt sich Georg nur kurz – die Alternativen sind auch denkbar schlecht. Franz gewährt der inzwischen sogar 10-köpfigen Familie (einige Zeit nach der Vermählung war dem Paar ein weiterer Sohn geboren worden) gegen seine Überzeugung die Flucht vor der anrückenden Polizei. Bei der Ankunft in New York ist von Samishs Versprechungen indes nichts mehr übrig; die Familie sitzt zusammen mit Wasner auf Ellis Island fest, weil sich der Agent nicht meldet und Maria eine unkluge Bemerkung gemacht hat. Der Behörden-Leiter könnte zwar dem Geistlichen helfen, doch der will die Trapps nicht im Stich lassen. Ein drittes Telegramm der Familie von Trapp an den Agenten Samish bringt diesen und seinen Boss Petroff wenigstens dazu, bei der Einwanderungs-Behörde vorzusprechen, wenn auch nur, um die endgültige Zurückweisung der Trapps zu erreichen. Der Beamte ist über die etwas rüde Art des Duos den von Trapps gegenüber empört und verlangt, dass sie diese traurige Mitteilung der Familie selbst mitteilen mögen. Als alle Stricke reißen und das Schicksal der Rückkehr besiegelt zu sein scheint, stimmen die Trapps auf Anraten eines Beamten der Einwanderungsbehörde das Volkslied Am Brunnen vor dem Tore an, und tatsächlich lässt sich der hartherzige Musik-Verleger erweichen, da der Vortrag und die Begeisterung der anwesenden Menschen sein Herz erreicht haben. Er organisiert erste Auftritte, und das Glück der Großfamilie auf dem neuen Kontinent scheint gemacht.

## Produktion

### Produktionsnotizen
Der Film wurde von der Produktionsfirma KG Divina GmbH & Co. hergestellt. Die Firma gehörte Ilse Kubaschewski, die zugleich Inhaberin des Erstverleihs Gloria-Film GmbH & Co. Filmverleih KG war. Die Außenaufnahmen entstanden in Salzburg und Murnau. Die Herstellungsleitung des Films lag bei Wolfgang Reinhardt und Utz Utermann, die Produktionsleitung bei Heinz Abel und die Aufnahmeleitung bei Kurt Paetz und Laci Martin.
Die Singstimmen der Kinder wurden vom Chor und Kinderchor unter Leitung von Rudolf Lamy übernommen.

### Veröffentlichung
Die Erstaufführung des Films fand am 10. Oktober 1956 im Phoebus-Palast in Nürnberg statt. Der Erstverleih erfolgte durch die Gloria-Filmverleih GmbH (München). In den Niederlanden wurde der Film im Mai 1957, in Spanien im Oktober 1957, in Portugal und in Dänemark im November 1957 und in Belgien, Schweden, Irland und Finnland im Lauf des Jahres 1958 veröffentlicht. In Peru erschien er 1959 und in den Vereinigten Staaten im April 1961 sowie in Mexiko im November 1961.
Veröffentlicht wurde der Film zudem in Brasilien, Frankreich, Griechenland, Italien, Japan, auf den Philippinen sowie im Vereinigten Königreich. Der englische Titel lautet The Trapp Family.
Alive gab den Film und den Nachfolgefilm Die Trapp-Familie in Amerika als Doppelbox in der Reihe „Juwelen der Filmgeschichte“ am 29. Juni 2018 heraus. Der Film wurde zudem von Studiocanal/Kinowelt am 7. November 2008 zusammen mit Teil 2 innerhalb der Reihe „Ein Wiedersehen mit … (in diesem Fall Ruth Leuwerik)“ auf DVD veröffentlicht. Beide Filme wurden auch von anderen Anbietern auf DVD herausgegeben, so beispielsweise von Zweitausendeins.

## Einschätzung
Der Film entsprach in Form und Inhalt der Sehnsucht des deutschen Nachkriegs-Publikums nach Harmonie und Durchhaltewillen, trotz oder gerade wegen der Zerstörungen des Krieges. Die Art, wie die Baronin das Schicksal der Familie in die Hand nimmt und sich nicht zu schade ist, die Ärmel aufzukrempeln und einfache Arbeiten zu verrichten, entspricht dem Idealbild des Wirtschaftswunders. Fleiß und Mut sind einfache Botschaften, die der Regisseur vermittelt.
Die Trapp-Familie wird neben Grün ist die Heide und Schwarzwaldmädel immer wieder als einer der erfolgreichsten deutschen Filme überhaupt genannt.

## Fortsetzung und weitere Trapp-Filme
Zwei Jahre später drehte Liebeneiner ob des Erfolges in den Lichtspieltheatern eine Fortsetzung unter dem Titel Die Trapp-Familie in Amerika. Dabei verzichtete man allerdings auf das im ersten Film verwendete Breitbildformat, was besonders auffällig ist, wenn man Szenen aus dem ersten Film als Rückblenden sieht. Außerdem verwendete man zeitgenössische Außenaufnahmen aus dem New York der 1950er Jahre mit den damals zeitgemäßen Haifischflossen-Straßenkreuzern im städtischen Verkehr, obwohl die Handlung des Films noch in den 1930er Jahren spielt.
In den USA selbst wurde die Geschichte – etwas geschönt – 1959 in dem Musical The Sound of Music auf die Bühne gebracht; jahrelang verzeichnete dieses im gesamten anglo-amerikanischen Sprachraum große Erfolge. Die Verfilmung des Musicals unter demselben Titel (deutscher Titel: Meine Lieder – meine Träume) im Jahr 1965 unter der Regie von Robert Wise mit den Hauptdarstellern Julie Andrews und Christopher Plummer wurde dann zu einem Triumph der 20th Century Fox Studios sowie zu einem der kommerziell erfolgreichsten Kinofilme der Filmgeschichte – mit Ausnahme von Deutschland und Österreich, wo die Verfilmung gegen die noch relativ frische Präsenz des alten Films nicht ankam. Unter dem Titel Die singende Familie Trapp (Originaltitel: Torappu ikke monogatari) entstand 1991 eine 40-teilige Animeserie.
Eine Neuverfilmung des Stoffes als deutsch-österreichische Koproduktion kam am 12. November 2015 unter dem Titel Die Trapp Familie – Ein Leben für die Musik in die Kinos.

## Rezeption

### Kritik
Im Handbuch der katholischen Filmkritik 6000 Filme, 1963 hieß es: „Von Ruth Leuwerik mit viel glaubwürdigem Gefühl und nicht ohne Liebreiz gespielt. Als anspruchslose Unterhaltung für die Familie sehr zugkräftig.“
Das Lexikon Filme im Fernsehen führte aus: „…gefühlsbetonte Unterhaltung mit einem Schuß Rührseligkeit“ (Wertung: 2½ Sterne = überdurchschnittlich).
Die Redaktionskritik von Cinema war eher nichtssagend. Dort hieß es: „Fand diese Hommage an Volksmusik und bürgerliche Werte beim deutschen Publikum 1956 noch großen Zuspruch, stieß das mit fünf Oscars prämierte US-Remake ‚Meine Lieder meine Träume‘ ’65 bereits auf Desinteresse.“ Fazit: „Netter Schmalz. Seinerzeit ein Superhit!“
Cinema-austriaco sah das völlig anders. Dort bewertete Marina Pavido den Film und meinte, Wolfgang Liebeneiner habe bei der Entstehung seines Films an alles gedacht. Er zeichne sich durch eine erlesene Besetzung aus, in der vor allem die deutsche Schauspielerin Ruth Leuwerik in der Rolle der Maria hervorsteche, aber auch Hans Holt in der Rolle des Georg von Trapp und der große Josef Meinrad in der Rolle eines Priesters dürften nicht vergessen werden. Der Film sei romantisch, realistisch, aber auch leicht humorvoll und falle sofort durch seine schlichte, aber sorgfältig Inszenierung auf. Die vorliegende Inszenierung erinnere fast an die Filme des glorreichen Hollywoods der 1940- und 1950er-Jahre. Der Film erweise sich als kleines Juwel, das es zu entdecken gelte. Ein eleganter und raffiniert zeitloser Klassiker. Ein wahrer Genuss für die Augen und das Herz.
Der Filmdienst/Lexikon des internationalen Films stellte fest: Optimistische, gelegentlich allzu schönfärberische Lebensbeschreibung, die vor allem durch die Hauptdarstellerin an Glaubwürdigkeit und Lebensnähe gewinnt. Anspruchslose Unterhaltung für die Familie. (Fortsetzung: ‚Die Trapp-Familie in Amerika‘; Neuverfilmung des Stoffes: ‚Meine Lieder – meine Träume‘) – Ab 6.

### Auszeichnungen
Die Filmbewertungsstelle Wiesbaden verlieh der Produktion das Prädikat wertvoll.
Der Film wurde mit dem Bambi 1958 als „geschäftlich erfolgreichster deutscher Film 1957“ ausgezeichnet.

### Unterschiede Film–Realität
Im Film befinden sich die singenden Kinder den gesamten, 13 Jahre überspannenden Handlungszeitraum über im Kindes- beziehungsweise noch nicht Erwachsenenalter, während sie tatsächlich spätestens zum Zeitpunkt der Ausreise nach Amerika schon junge Erwachsene waren (siehe Artikel Georg Ludwig von Trapp#Kinder). Maria Augusta Kutschera kam 1925 als Hauslehrerin der kranken Tochter Maria in den Haushalt der Familie, nicht als Kindermädchen. Im Film hat sie nur ein eigenes Kind (Johannes), das kurz vor der Emigration geboren wurde. Tatsächlich gebar sie 1929 und 1931 zwei Töchter, während der Sohn 1939 in Amerika zur Welt kam. Die Emigration verlief nicht überstürzt wie im Film dargestellt, sie wurde vielmehr sorgfältig geplant.

### Titel Baron und Baronin
Im Jahr 1915 war Georg Ritter von Trapp Kommandant des U-Boots SM U 5, mit dem er den französischen Panzerkreuzer Léon Gambetta und das italienische U-Boot Nereide versenkte. Dafür erhielt er nach dem Krieg das Ritterkreuz des Maria Theresia-Ordens (Beschluss des Ordenskapitels vom 21. April 1924). Damit hätte er in Zeiten der österreichischen Monarchie bis 1918 theoretisch Anspruch auf den Freiherrenstand gehabt, der ihm aber nie verliehen worden war. Dessen ungeachtet wurde und wird er in der Literatur oft fälschlicherweise mit der freiherrlichen Anrede Baron genannt.